# The Cockpit
The Cockpit (ザ・コクピット?, Za kokupitto) è un OAV realizzato dallo studio Madhouse nel 1993, tratto dal manga Battlefield Series (nella prima edizione, poi conosciuto con il nome di The Cockpit nella edizioni successive) di Leiji Matsumoto, composto da racconti autoconclusivi ambientati durante la seconda guerra mondiale e pubblicato dal 1978 fino al 1990, per essere poi raccolto in 10 tankōbon (ultima riedizione del manga in giappone). In particolare, vennero trasposte in animazione tre storie del manga. La regia di ciascun singolo episodio fu affidata a registi di successo: a Yoshiaki Kawajiri (Ninja Scroll, La città delle bestie incantatrici) venne affidata la regia del primo, a Takashi Imanishi (Mobile Suit Gundam 0083) il secondo e il terzo venne diretto da Ryōsuke Takahashi (Votoms).

## Trama

### Seisōken kiryū
Può un uomo essere considerato codardo dal resto della sua gente ma essere, nel contempo, un eroe dell'umanità? Può un codardo possedere una coscienza? Questo è l'interrogativo posto da Matsumoto in questo primo racconto. Quello che a prima vista può sembrare una cosa paradossale, senza nessun senso è perfettamente spiegato nell'avventura che capita a Erhart Von Reindhas, capitano e pluridecorato pilota della Luftwaffe. La storia inizia con l'abbandono durante un combattimento del Focke-Wulf 190 A4 che Von Reindhas pilotava. Trovato dal contingente tedesco scopre, con suo enorme dispiacere che, il suo aereo nonostante tutto, aveva continuato a volare fino alla fine, fin quando nel motore non era rimasta che una goccia di carburante, per poi planare intero su un colle. Questo ritrovamento fa cadere in disgrazia il pilota, considerandosi ed essendo considerato dai suoi stessi compagni, un codardo che ha rifiutato di combattere. Il riscatto viene però quasi subito. La flotta tedesca, impossessatasi di un B17, ha intenzione di usarlo per trasportare a Penemunde un carico coperto dal segreto militare. Il capitano Von Reindhas deve far da scorta in modo che il carico possa arrivare intero. Gli viene così affidato un nuovissimo Focke-Wulf Ta 152 H. Erhart Von Reindhas incontra il professor Bahfstein, di cui era stato assistente prima della guerra, e viene a sapere che è proprio lui a capo della missione. Incontra inoltre anche la figlia del professor Bahfstein, Meruhenna, antica fiamma del capitano che fu costretta a lasciarlo per sposarsi, per rimanere vedova quasi subito, con un influente uomo politico, per favorire la carriera del padre. Meruhenna fa allora vedere il carico di morte che l'aereo si porta dietro. Infatti Penemunde è un sito per i test balistici e ciò che l'aereo deve portare, per poi esser testato, è una delle più terribili armi che mente umana abbia mai concepito: Un ordigno atomico. È la stessa Meruhenna, condividendo le idee del padre, che quasi si augura che la bomba non giunga mai a destinazione, perché chiunque avesse lanciato per primo un'arma così terribile si sarebbe macchiato di un delitto enorme vendendo l'anima al diavolo. Il volo non procede tranquillo, tre Spitfire nemici attaccano il bombardiere. Erhart Von Reindhas ne abbatte facilmente due, ma proprio mentre sta per buttare giu l'ultimo viene colpito dal rimorso, pensando a ciò che Meruhenna gli aveva detto... non sa che fare... Ma alla fine prende la sua decisione... si nasconde dietro una nuvola e, con grande dolore, permette all'ultimo aereo di abbattere il bombardiere, bloccando si l'arrivo della bomba ma perdendo così anche il suo antico amore e suo padre (che avevano capito e condiviso la scelta dura fatta da Reindhas). Così, senza non prima aver abbattuto il terzo spitfire, se ne va sapendo di venir considerato per la seconda volta un codardo dai suoi stessi compagnie di aver perso le persone a lui più care ma soddisfatto di non aver venduto l'anima al diavolo.

### Onsoku raigekitai
Se il primo OAV tratta di un codardo, questo secondo OAV tratta invece di una persona che codarda non è, e che per rimanere fedele a ciò che lo lega alla sua Patria è disposto a perdere tutto. I due personaggi, a ben vedere, sono in qualche modo simili, han tutti e due ambizioni scientifiche ma le loro scelte sono quanto mai opposte provocando un risultato diverso. Se il primo decide di seguire la sua coscienza rifiutando la ragion di stato e così venendo considerato codardo, il secondo invece preferisce seguire la ragion di stato dimostrando il suo, se così si può dire, coraggio. Entrambi però hanno una cosa in comune, alla fine della storia non potranno dividere la loro vita con la persona amata. Il luogotenente Nogami è stato scelto per pilotare un Okha, un aereo/bomba speciale che vola disperatamente verso il bersaglio nemico. La sua è una missione suicida, lo scopo infatti è di guidare questo aereo/bomba su un obiettivo (in questo caso una nave portaerei americana) per poi farlo esplodere. La missione sembra compromessa ma Nogami, pur di rimanere fedele al suo compito tenta di lanciarsi anche da lontano. I suoi stessi compagni lo bloccano e lo fan lanciare con un paracadute, stordendolo. Egli rimarrà l'unico superstite della missione. La vergogna che lo accompagna è insostenibile, poiché un kamikaze che torna vivo viene ritenuto privo di orgoglio. Il riscatto però è immediato, il giorno seguente, infatti, ci sarebbe stato un nuovo attacco. Durante la notte, mentre parla con i suoi nuovi compagni, poco più che ragazzi, Nogami confessa che se non avesse dovuto combattere in guerra avrebbe fatto il ricercatore, specializzandosi proprio nei razzi con la speranza di arrivare fino alla luna un giorno. Confessa inoltre, mentendo, anche di non avere nessuna ragazza che lo aspetta dopo la guerra, mentre da lontano una giovane ragazza suona una triste melodia con il koto, uno strumento musicale. Arriva il giorno della grande battaglia, e le cose si mettono male per la pattuglia giapponese, ma tra tanti aerei caduti il bombardiere di Nogami tiene duro, nonostante i danni subiti. Uno dopo l'altro, gli eroici compagni del giovane soldato vengono uccisi dal fuoco nemico, e alla fine l'Okha viene lanciato a folle velocità contro una portaerei nemica, impossibilitata a difendersi. Mentre il folle razzo va a scagliarsi verso la nave nemica, il capitano americano riceve la notizia, dal suo marconista, che pochi minuti prima è stata lanciata una bomba atomica contro la città di Hiroshima (e in qualche modo rendendo vano anche il gesto del giovane giapponese visto che storicamente quella bomba concluse la guerra) , commentando in questo modo: "Pazzi... il nemico... noi... siamo tutti pazzi!". La nave proprio in quel momento esplode. Durante queste fasi scopriamo che la ragazza con il koto non era altri che la donna di Nogami che rendeva in musica tutta l'angoscia di non poter più rivedere il suo amato.

### Tetsu no ryūkihei
Siamo nell'isola di Leyte. Dopo un attacco ad una postazione giapponese malridotta appare da lontano un sidecar pilotato da un bambino, decisamente malconcio. Curato, racconta agli unici sopravvissuti della postazione la sua missione: ritornare con la triste notizia che il contingente del 28º Reggimento non può supportare il campo di aviazione di Karakechiru, attaccato dagli americani. Uno dei soldati sopravvissuti gli fa notare che la moto che lo aveva condotto là era ormai fuori uso, crivellata di proiettili: questo danno avrebbe reso impossibile l'esecuzione della missione. Il giovane vuole però tentare ugualmente. Fortunatamente il più esperto in grado dei due sopravvissuti riesce a riparare il mezzo con pezzi sparsi permettendo così al ragazzo, accompagnato da lui stesso, di proseguire il suo viaggio. I due viaggiatori devono presto subire l'attacco di un aereo giapponese, che improvvisamente si schianta al suolo. Sospettando che il pilota fosse americano Kodai comprende che il campo d'aviazione era passato in mani nemiche. Utsunomiya, il ragazzo, durante l'attacco viene colpito di striscio al ventre, anche se fa di tutto per tenerlo nascosto all'amico. Mentre i due soldati riposano, vengono avvistati da una motocicletta nemica, e inizia così un inseguimento tra i due mezzi. L'Americano è un vero professionista, poiché riesce a comandare il mezzo e a sparare. Dopo un breve combattimento, Kodai e Ustunomiya hanno la meglio. A questo punto Kodai butta fuori dal mezzo il suo giovane amico, che stremato dalla ferita muore, proseguendo da solo. Kodai sfreccia verso il suo obiettivo felicemente, contento di guidare un mezzo così valido, e viene colpito da un massiccio fuoco di fanteria. Accompagnato da una commovente colonna sonora, l'anziano combattente continua ad avvicinarsi all'obiettivo, anche se la vita lo abbandona, ma nemmeno questa volta, come nelle sue gare motociclistiche, riesce a tagliare il traguardo, contento però di aver dato il suo meglio.

## Il Manga
Esistono diverse versioni del manga con nomi differenti che raccolgono storie diverse a seconda l'edizione.
| Titoli kanji           | Titoli romaji                | Titoli tradotti                                   | Data       | A | B | C | D  | E  | F | G  | H  | I |
| ---------------------- | ---------------------------- | ------------------------------------------------- | ---------- | - | - | - | -- | -- | - | -- | -- | - |
| アフリカの鉄十字       | Afrika no tetsujuji          | Croce di ferro africana                           | 10/08/1969 | 4 | 1 | 1 | 1  |    |   | 1  | 1  | 5 |
| 成層圏に鳴くセミ       | Seisoken ni naku semi        | Semi che piangono nella stratosfera               | ott-69     | 4 | 1 | 1 | 1  | 1  |   | 1  | 1  |   |
| 幽霊軍団               | Yurei Gundan                 | Corpo Fantasma                                    | 22/11/1969 | 3 | 1 | 1 | 1  | 1  |   | 1  | 1  |   |
| パイロットハンター     | Pilot Hunter                 | Cacciatore Pilota                                 | 25/02/1973 | 1 | 1 | 1 | 1  |    |   | 1  | 1  |   |
| 鉄の墓標               | Tetsu No Bohyo               | Tomba di Ferro                                    | 20/05/1973 | 2 | 1 | 1 | 1  | 4  |   | 1  | 1  |   |
| 独立重機関銃隊         | Dokuritsu ju kikan jutai     | Armi da fuoco indipendenti per macchine pesanti   | 01/07/1973 | 1 | 1 | 1 | 1  | 4  |   | 1  | 1  |   |
| 成層圏戦闘機           | Seisoken Sentoki             | Il guerriero della stratosfera                    | 12/08/1973 | 1 | 1 | 2 | 1  | 1  | 2 | 1  | 1  |   |
| グリーン・スナイパー   | Green Sniper                 | Cecchino Verde                                    | 30/09/1973 | 2 | 1 | 2 | 1  |    | 4 | 1  | 1  |   |
| スタンレーの魔女       | Sutanre no majo              | Stanley's Witch                                   | 11/11/1973 | 1 | 1 | 2 | 1  | 6  |   | 1  | 1  |   |
| メコンの落日           | Mekon No Rakujitsu           | Il giorno della caduta del Mekong                 | 13/01/1974 | 2 | 1 | 2 | 1  | 1  | 9 | 1  | 1  |   |
| 零距離射撃88           | Reikyori shageki 88          | Scatto a distanza zero 88                         | 17/02/1974 | 1 | 1 | 2 | 2  |    | 2 | 9  | 1  |   |
| 音速雷撃隊             | Onsoku raigeki-tai           | Festa del colpo di fulmine del suono              | 07/04/1974 | 3 | 1 | 2 | 2  | 6  | 2 |    | 1  |   |
| 鉄の竜騎兵             | Tetsu no ryukihei            | Drago di ferro                                    | 06/09/1974 | 2 | 1 | 3 | 2  | 4  | 2 |    | 1  |   |
| 戦場交響曲             | Senjo kokyoku                | Battlefield Simphony                              | 14/07/1974 | 2 | 1 | 3 | 2  | 6  | 2 |    | 1  |   |
| ゼロ                   | Zero                         | Zero                                              | 11/08/1974 | 3 | 1 | 3 | 2  | 1  | 2 | 8  | 1  |   |
| ラインの虎             | Rain no tora                 | Tigre della linea                                 | 03/11/1974 | 3 | 1 | 3 | 2  |    | 2 | 2  | 3  |   |
| ベルリンの黒騎士       | Berlin no kuro kishi         | Cavaliere nero a Berlino                          | 15/12/1974 | 3 | 1 | 4 | 2  | 1  | 2 | 2  |    |   |
| 晴天365日              | Seiten 365 nichi             | Giornata soleggiata 365                           | 20/06/1975 | 5 | 1 | 1 | 1  | 10 | 2 | 2  |    |   |
| 妖機 黒衣の未亡人      | Ayakashi ki kokui no mibojin |                                                   | 20/07/1975 | 5 | 1 | 1 | 1  |    | 2 | 2  |    |   |
| 大艇再び還らず         | Taitei futatabi kaerazu      | La grande barca non ritorna piu                   | 20/08/1975 | 4 | 1 | 2 | 2  | 7  | 2 | 2  |    |   |
| 爆裂弾道交差点         | Bakuretsu dando kosaten      | L'intersezione della traiettoria della bomba      | 20/09/1975 | 4 | 1 | 3 | 2  | 1  | 2 | 2  | 10 |   |
| 潜水航法1万メートル    | Sensui koho 1 man meter      | Navigazione subacquea 10.000 metri                | 20/10/1975 | 5 | 1 | 4 | 2  | 1  | 3 | 2  | 2  |   |
| 衝撃降下90度           | Shogeki koka 90 do           | Calo d'impatto di 90 gradi                        | 20/11/1975 | 5 | 1 | 3 | 2  |    | 3 | 2  | 10 |   |
| オーロラの牙           | Orora no kiba                | Fang of Aurora                                    | 05/10/1974 | 3 | 1 | 3 | 2  | 3  | 3 | 2  |    |   |
| 亡霊戦士               | Borei Senshi                 | Combattente fantasma                              | 05/01/1976 | 4 | 1 | 4 | 3  | 7  | 3 | 2  |    |   |
| 流星北へ飛ぶ           | Ryukusei kita e tobu         | Vola Meteor Nothern                               | 20/03/1976 | 4 | 1 | 4 | 3  | 10 | 3 | 2  |    |   |
| わが青春のアルカディア | Waga seishun no Arcadia      | L'Arcadia della mia giovinezza                    | 05/05/1976 | 4 | 1 | 4 | 3  | 5  | 3 | 2  |    |   |
| 紫電                   | Shiden                       | Shiden                                            | 01/09/1976 | 5 | 1 | 4 | 3  | 1  | 3 | 2  | 2  |   |
| エルベの螢火           | Erube no keika               |                                                   | 05/10/1976 | 5 | 1 | 4 | 3  |    | 3 | 2  | 1  |   |
| 勇者の雷鳴             | Yusha no raimei              | Il tuono coraggioso                               | 05/03/1977 | 8 | 2 | 5 | 3  | 6  | 3 | 2  |    |   |
| 消滅線雷撃             | Shometsu sen raigeki         | Linea di fuga                                     | 05/04/1977 | 7 | 2 | 5 | 3  | 7  | 3 | 2  |    |   |
| 復讐を埋めた山         | Fukushu o umeta yama         | Una montagna piena di vendetta                    | 20/12/1976 | 7 | 2 | 5 | 3  | 4  | 3 | 8  |    |   |
| 夜のスツーカ           | Yoru no sutsuka              | Farine Notturne                                   | 05/05/1977 | 7 | 2 | 5 | 3  | 4  | 3 | 3  |    |   |
| 成層圏気流             | Seisoken kiryu               | Corrente d'aria stratosferica                     | 05/07/1977 | 6 | 2 | 5 | 3  | 4  | 3 | 3  |    |   |
| 四次元戦線             | Yon jigen sensen             | Fronte quadrimensionale                           | 24/04/1977 |   |   |   | 3  | 4  | 3 |    |    |   |
| 弾道トンネル150        | Dando ton neru 10            | Galleria balistica 150                            | 05/06/1977 | 4 |   |   |    | 4  | 3 |    |    |   |
| 沈黙の虎               | Chinmoku no tora             | Tigre silenziosa                                  | 03/07/1977 | 4 | 3 |   |    | 4  | 3 |    |    |   |
| アクリルの棺           | Akuriru no hitsugi           | Bara Acrilica                                     | 05/08/1977 | 4 | 7 | 2 | 5  | 4  | 3 | 9  |    |   |
| 海の花                 | Umi no hana                  | Fiore di mare                                     | 20/10/1977 | 4 | 7 | 2 | 7  | 4  | 3 | 6  |    |   |
| 双発の騎士             | Sohatsu no kishi             | Guerriero gemello                                 | 05/11/1977 | 4 | 6 | 2 | 6  | 4  | 3 | 1  |    |   |
| 死神の羽音             | Shinigami no haoto           | Ala del dio della morte                           | 05/10/1977 | 4 | 6 | 2 | 6  | 5  | 3 | 7  |    |   |
| 砂とスコッチ           | Suna to scotch               | Sabbia e Scotch                                   | 20/11/1977 | 4 | 8 | 2 | 6  | 5  | 3 | 5  |    |   |
| 砂とスコッチ           | Suna to scotch               | Sabbia e Scotch                                   | 05/12/1977 | 4 | 8 | 2 | 6  | 5  | 3 | 5  |    |   |
| 雷撃艇13               | Raigeki tei 13               | Barca dei fulmini 13                              | 20/12/1977 | 4 | 8 | 2 | 6  | 5  | 3 |    |    |   |
| 雷撃艇13               | Raigeki tei 13               | Barca dei fulmini 13                              | 05/01/1978 | 4 | 8 | 2 | 6  | 5  | 3 |    |    |   |
| 夜の蜉蝣               | Yoru no kagero               | Area delle uova della notte                       | 20/01/1978 | 4 | 8 | 2 | 7  | 5  | 3 |    |    |   |
| 夜の蜉蝣               | Yoru no kagero               | Area delle uova della notte                       | 05/02/1978 | 4 | 8 | 2 | 7  | 5  | 3 |    |    |   |
| 翼手龍の時代           | Tsubasa te ryu no jidai      |                                                   | 20/02/1978 | 9 | 5 | 2 | 7  | 5  | 3 | 2  |    |   |
| 空白圏飛行             | kuhaku ken hiko              | Volo in zona vuota                                | 05/03/1978 | 9 | 5 | 2 | 7  | 5  | 4 |    |    |   |
| 銃剣戦線               | Juken sensen                 |                                                   | 26/03/1978 | 6 | 6 | 2 | 4  | 5  | 4 |    |    |   |
| 悪魔伝の七騎士         | Akuma den no nana kishi      | I sette guerrieri del diavolo                     | 05/04/1978 | 6 | 7 | 2 | 5  | 5  | 4 | 1  |    |   |
| 曳光弾回廊             | eikodan kairo                |                                                   | 05/05/1978 | 9 | 7 | 2 | 5  | 5  | 4 | 10 |    |   |
| レッドスカル           | Red Skull                    | Teschio rosso                                     | 05/07/1978 | 9 | 7 | 2 | 5  | 6  | 4 | 2  |    |   |
| 吸血鬼の花束           | Kyuketsuki no hanataba       |                                                   | 05/08/1978 | 9 | 8 | 2 | 5  | 6  | 4 |    |    |   |
| 断層回路               | Danso kairo                  | Circuito tomografico                              | 05/09/1978 | 9 | 8 | 2 | 5  | 6  | 4 |    |    |   |
| 低伸弾道12.7           | tei shin dando 12.7          | Ballistic Low Pitched 12.7                        | 05/10/1978 | 9 | 7 | 2 | 5  | 6  | 4 | 8  |    |   |
| ニケの首飾り           | Nike no kubikazari           | La collana di Nike                                | 05/11/1978 |   | 6 | 2 | 4  | 6  | 4 | 5  |    |   |
| サンタクルーズの橋     | Santa Cruz no hashi          | Il ponte di Santa Cruz                            | 05/01/1979 | 8 | 5 | 2 | 7  | 6  | 4 |    |    |   |
| 妖精氷河帯             | Yosei hyoga tai              | Cintura del ghiacciaio delle fate                 | 05/03/1979 | 8 | 5 |   |    | 6  | 4 |    |    |   |
| サンタイザベラの首飾り | Santa Isabella no kubikazari | La collana di Santa Isabella                      | 25/08/1981 | 8 | 5 | 2 | 8  | 6  | 4 |    |    |   |
| 富嶽のいたところ       | Fugaku noita tokoro          | Dova era Futaki                                   | 25/10/1981 | 8 | 5 | 2 | 10 | 6  | 4 |    |    |   |
| 迷路地図               | Meiro chizu                  | La mappa del labirinto                            | 10/11/1981 | 8 | 5 | 2 | 5  | 6  | 4 |    |    |   |
| 赤い螢                 | Akai hotaru                  | Fluorescenza rossa                                | 25/02/1982 | 8 | 5 | 2 |    | 6  | 4 |    |    |   |
| 冬の蜻蛉               | Fuyu no tonbo                | Libellula in inverno                              | 10/02/1983 | 8 | 5 | 2 |    | 6  | 4 |    |    |   |
| 天使の徹甲弾           | Tenshi no tekkodan           | Il proiettile dell'armatura dell Angelo           | nov-89     |   |   |   |    | 6  | 4 |    |    |   |
| 爆撃兵団鵺             | Bakugeki heidan nue          |                                                   | 10/09/1984 |   | 1 | 7 |    |    | 4 |    |    |   |
| 沈黙の太陽             | Chinmoku no taiyo            | Silenzio solare                                   | 25/09/1984 |   |   | 7 |    |    | 4 |    |    |   |
| 幻影第800              | Genei dai 800                | Illusione 800                                     | 25/11/1984 |   |   | 7 |    |    | 4 |    |    |   |
| 珊瑚海聖女王伝説       | Sango umi Sei joo densetsu   | La leggenda della regina del mare di corallo      | 10/01/1985 |   |   | 7 |    |    | 4 |    |    |   |
| 黒衣の太陽             | Kokui no taiyo               | Sole di stoffa nera                               | 25/02/1985 | 5 |   | 7 |    |    |   |    |    |   |
| 六発の文明             | Roku patsu no bunmei         | Sei civiltà                                       | 25/04/1985 | 5 |   | 7 |    |    |   |    |    |   |
| 藍青螢                 | Ai ao hotaru                 | Luce blu                                          | 25/04/1985 | 5 | 9 | 7 |    |    |   |    |    |   |
| 紫電碧血               | Shiden hki ketsu             | Luce purpurea sangue blu                          | 10/12/1985 | 5 | 7 | 7 |    |    |   |    |    |   |
| 軍旗眠るところ         | Gunki nemuru tokoro          |                                                   | 25/01/1986 | 5 | 9 | 7 |    |    |   |    |    |   |
| 夜の豹                 | Yorunohyo                    | Pantera notturna                                  | 10/07/1986 | 5 | 2 | 7 |    |    |   |    |    |   |
| 人魚姫II世             | Ningyo hime II yo            | Principessa Sirena II                             | 25/09/1986 | 5 | 2 | 7 |    |    |   |    |    |   |
| メフィスト             | Mephisto                     | Mephisto                                          | 10/02/1987 | 5 | 2 | 7 |    |    |   |    |    |   |
| 昨日の帝国             | kino no teikoku              | L'impero di ieri                                  | 10/04/1987 | 5 | 2 | 7 |    |    |   |    |    |   |
| 北の琥珀               | Kita no kohaku               | Ambra nord                                        | 25/05/1987 | 5 | 2 | 7 |    |    |   |    |    |   |
| 鉄の女王               | Tetsu no joo                 | La regina di ferro                                | 10/06/1987 | 5 | 2 | 8 |    |    |   |    |    |   |
| 両刃の石器             | Ryoba no sekki               |                                                   | 25/06/1987 | 5 | 2 | 8 |    |    |   |    |    |   |
| 虎は暗礁の彼方へ       | Tora wa ansho no kanata e    | La Tigre dell'altro lato della barriera corallina | 10/07/1987 | 5 | 2 | 8 |    |    |   |    |    |   |
| 永久地雷原             | Towa jiraigen                | Campo minato permanente                           | 25/07/1987 | 5 | 2 | 8 |    |    |   |    |    |   |
| 武装原始人の足音       | Buso genshi hto no ashioto   | Orme primitive armate                             | 10/09/1987 | 5 | 2 | 8 |    |    |   |    |    |   |
| 鋼鉄の指輪             | kotetsu no yubiwa            | Anello d'acciaio                                  | 10/05/1988 | 5 | 3 | 8 |    |    |   |    |    |   |
| 心臓の記憶             | Shinzo no kioku              | Memorie del cuore                                 | 25/05/1988 | 5 | 3 | 8 |    |    |   |    |    |   |
| 九九式の伝言           | Kyukyushiki no dengon        | Messaggio delle 99 formule                        | 10/11/1988 | 5 | 3 | 8 | 4  |    |   |    |    |   |
| 43年の妄想             | 43 nen no noso               | Delusione di 43 anni                              | 25/11/1988 | 5 | 3 | 8 |    |    |   |    |    |   |
| FIRE EATER             |                              |                                                   | 25/03/1989 | 5 | 3 | 8 |    |    |   |    |    |   |
| クロノグラフの墓石     | Cronograph no boseki         | La pietra tombale del cronografo                  | 10/04/1989 | 5 | 3 | 8 |    |    |   |    |    |   |
| 12枚レンズの彼方       | 12 mai renzu no kanata       | Oltre i 12 obiettivi                              | 25/04/1989 | 6 | 3 | 8 |    |    |   |    |    |   |
| 髑髏の追憶             | Dokuro no tsuioku            | Tempio del teschio                                | 10/01/1990 | 6 | 3 | 8 |    |    |   |    |    |   |
| 碧き血の紋章           | Aoki chi no monsho           | Cresta del sangue blu                             | 25/01/1990 | 6 | 3 | 8 | 8  |    |   |    |    |   |

| Tabella edizioni | Tabella edizioni                                                    |
| ---------------- | ------------------------------------------------------------------- |
| A                | Edizione 1974 - Battlefield Manga - 9 vol. Shogakukan               |
| B                | Edizione 1983 - The Cockpit - 2 vol. Shogakukan Luxury love edition |
| C                | Edizione 1984 - The Cockpit - 8 vol. Shogakukan Bunko               |
| D                | Edizione 1990 - The Cockpit - 5 vol. Shogakukan Book                |
| E                | Edizione 1994 - HARD METAL - 3 Vol. Shogakukan Big Comics           |
| F                | Edizione 1996 - CD-ROM Japanese Fighters Version                    |
| G                | Edizione 1997 - The Cockpit - 8 vol. Shogakukan Bunko               |
| H                | Edizione 2003 - The cockpit - 6 vol. Shogakukan MyFirstWide         |
| I                | Edizione 2005 - Battlefield Manga - 10 vol. Shogakikan My First Big |